# (1844) Susilva
(1844) Susilva ist ein Asteroid des Hauptgürtels, der am 30. Oktober 1972 vom Schweizer Astronomen Paul Wild, vom Observatorium Zimmerwald der Universität Bern aus, entdeckt wurde.
Benannt ist der Asteroid nach Susi, einer ehemaligen Schulkameradin des Entdeckers aus Wald.